# École nationale supérieure agronomique de Toulouse
Die École nationale supérieure agronomique de Toulouse (ENSAT) ist eine französische Ingenieurhochschule, die 1906 gegründet wurde.
Die Hochschule bildet Ingenieure in den Hauptfächern: Lebensmittel, nachhaltige Landwirtschaft, Biotechnologie, Umwelt und Territorien.
Die ENSAT ist in Castanet-Tolosan, in der Nähe von Toulouse. Die Schule ist Mitglied der Université Fédérale Toulouse Midi-Pyrénées.

## Bekannte Absolventen
- Toumani Djimé Diallo, malischer Diplomat
- Jean-Pierre Lebouder, Premierminister der Zentralafrikanischen Republik
- Philippe Morat, französischer Botaniker
- Moussa Saley, nigrischer Agronom und Politiker